# Gualterio de Saint Omer
Gualterio de Saint Omer (en francés: Gautier de Saint-Omer; fallecido en 1174), también conocido como Gualterio de Fauquembergues o Gualterio de Tiberíades, fue el hijo de Guillermo II de Saint Omer y Melisenda de Picquigny, y príncipe de Galilea y Tiberíades.
Gualterio se casó con Eschiva de Bures, princesa de Galilea y Tiberíades. De este matrimonio tuvo cuatro hijos:
- Hugo II de Saint Omer, príncipe de Galilea y Tiberíades desde 1187 hasta 1204, que se casó con Margarita de Ibelín, hija de Balián de Ibelín.
- Guillermo de Saint Omer, que se casó con María, hija del condestable de Trípoli, Raniero, y viuda de Balduino de Ibelín.
- Raúl de Saint Omer, príncipe de Galilea desde 1204 hasta 1219, que se casó con Inés Grenier, hija de Reinaldo de Sidón.
- Odón de Saint Omer, también conocido como Oste de Saint-Omer, condestable de Trípoli desde 1180 hasta 1217, señor de Gogulat, que se casó con Eufemia Grenier, otra hija de Reinaldo de Sidón.